# Ptisciana
Ptisciana is een geslacht van vlinders van de familie visstaartjes (Nolidae), uit de onderfamilie Chloephorinae.

## Soorten
- P. seminivea Walker, 1865